# La última noche (programa de televisión)
La última noche fue un programa de televisión dedicado a las entrevistas y a los debates sobre la crónica social y la actualidad. Producido por Cuarzo para Telecinco, el formato presentado por Sandra Barneda y Pablo González Batista, se emitió entre el 28 de julio y el 1 de septiembre de 2023.

## Historia
Tras conocerse que el mítico programa Deluxe llegaría a su fin, se anunció la puesta en marcha de un nuevo formato presentado por Sandra Barneda para el prime time de la noche de los viernes bajo el nombre de La última noche. Este mezclaría asuntos serios y al filo de la actualidad, con otros más relacionados con la crónica social y el entretenimiento a través de entrevistas y tertulias. El espacio llegó el 28 de julio de 2023 y llegó a su fin el 1 de septiembre del mismo año al no cumplir con las expectativas de Mediaset en cuanto a audiencias.

## Formato
La última noche era un programa de entrevistas y tertulias sobre la actualidad y la crónica social, el cual constaba de entrevistas y reportajes.

## Equipo

### Presentadores
| Presentador/a          | Información                                 | Duración (años) |
| Presentador/a          | Información                                 | 2023            |
| ---------------------- | ------------------------------------------- | --------------- |
| Sandra Barneda         | Presentadora y escritora                    |                 |
| Pablo González Batista | Presentador, locutor, director y periodista |                 |

     Presentadora titular
     Copresentador/a

### Colaboradores
| Colaborador/a       | Información                                   | Bloques                           |      |
| Colaborador/a       | Información                                   | Bloques                           | 2023 |
| ------------------- | --------------------------------------------- | --------------------------------- | ---- |
| Ángela Portero      | Periodista                                    | Crónica social                    |      |
| Antonio Montero     | Paparazzi y periodista                        | Crónica social                    |      |
| Carmen Borrego      | Directora y colaboradora de televisión        | Crónica social                    |      |
| Cristóbal Soria     | Colaborador de televisión                     | Actualidad                        |      |
| Cristina Fallarás   | Periodista y escritora                        | Actualidad                        |      |
| David Puerto        | Cómico                                        | Copresentador (entre el público)  |      |
| Elsa Anka           | Presentadora                                  | Actualidad                        |      |
| Fátima Iglesias     | Directora de comunicación                     | Actualidad                        |      |
| Isabel Rábago       | Periodista                                    | Crónica social                    |      |
| Jorge Pérez         | Colaborador de TV y ganador de SV 2020        | Crónica social                    |      |
| Juan Dávila         | Actor y cómico                                | Crónica social                    |      |
| Laura Márquez       | Cómica y guionista                            | Copresentadora (entre el público) |      |
| Lucía Etxebarria    | Escritora                                     | Actualidad                        |      |
| Mabel Lozano        | Escritora, modelo, directora, actriz          | Actualidad                        |      |
| Maestro Joao        | Vidente                                       | Crónica social                    |      |
| Pedro García Aguado | Presentador, escritor, exjugador de waterpolo | Actualidad                        |      |
| Pilar Rahola        | Política y colaboradora de televisión         | Actualidad                        |      |
| Ramón Espinar       | Politólogo y político                         | Actualidad                        |      |
| Rubén Ochandiano    | Actor                                         | Actualidad                        |      |

## Temporadas y audiencias
| Temporada | Estreno             | Final                   | Audiencia    | Audiencia |
| Temporada | Estreno             | Final                   | Espectadores | Cuota     |
| --------- | ------------------- | ----------------------- | ------------ | --------- |
| 1         | 28 de julio de 2023 | 1 de septiembre de 2023 | 556 000      | 7,9%      |
| Media     | 28 de julio de 2023 | 1 de septiembre de 2023 | 556.000      | 7,9%      |

### Temporada 1 (2023)
| N.º | Invitado(s)                        | Fecha de emisión        | Audiencia      |
| --- | ---------------------------------- | ----------------------- | -------------- |
| 1   | Miguel Ángel Revilla y Marta Flich | 28 de julio de 2023     | 573 000 (8,0%) |
| 2   | Miguel Ríos y Juan José Ballesta   | 4 de agosto de 2023     | 385 000 (5,6%) |
| 3   | Makoke Giaever e Ion Aramendi      | 11 de agosto de 2023    | 608 000 (9,0%) |
| 4   | Norma Duval y Nacho Palau          | 18 de agosto de 2023    | 575 000 (8,4%) |
| 5   | Paca La Piraña                     | 25 de agosto de 2023    | 611 000 (8,9%) |
| 6   | Mónica Pont y Yurena               | 1 de septiembre de 2023 | 589 000 (7,9%) |